# District de Qujiang (Shaoguan)
Pour les articles homonymes, voir Qujiang.
Le district de Qujiang (曲江区 ; pinyin : Qǔjiāng Qū) est une subdivision administrative de la province du Guangdong en Chine. Il est placé sous la juridiction de la ville-préfecture de Shaoguan.